# Purple Records
Purple Records fue una compañía discográfica fundada en 1971 por el mánager de la agrupación británica Deep Purple.

## Historia
Los lanzamientos de la discográfica fueron distribuidos por EMI. La compañía permaneció activa hasta 1979. En 1997 Simon Robinson de RPM Records estableció una segunda discográfica para publicar grabaciones raras o inéditas. Aunque EMI continúa usando el logo original, Robinson diseñó un nuevo logo para su compañía.

## Artistas publicados entre 1971 y 1979
- Deep Purple
- Hard Stuff
- Rupert Hine
- Tony Ashton
- The Bumbles
- Silverhead
- Jon Pertwee
- Yvonne Elliman
- Carol Hunter
- Michael Des Barres
- Tucky Buzzard
- David Coverdale
- Curtiss Maldoon
- Gnasher
- Elf
- Marlon
- Jon Lord